# Göteborgs Insjörike
Göteborgs Insjörike var en ideell förening som arbetade med att genomföra lokala projekt inom ramen för Leader-metoden, med fokus på ekonomisk, ekologisk och social hållbarhet. Den var ett samarbete mellan flera kommuner i Västsverige, med syfte att främja landsbygdsutveckling genom EU:s landsbygdsprogram. De kommuner som ingick under första programperioden 2009–2013 var Mölndal, Partille, Härryda, Lerum och Alingsås, och samarbetet finansierades av kommunerna själva, Jordbruksverket och EU. Totalt pågick 56 projekt.
Under den andra programperioden 2014–2020 ingick kommunerna Partille, Härryda, Lerum och Alingsås och då finansierades 31 projekt. 